# Aleksandre Kireewi
Aleksandre Kireewi (georgisch ალექსანდრე კირეევი, auch Alexander Kireev oder Alexander Kireyev; * 16. Juni 1991) ist ein georgischer Eishockeyspieler, der seit 2021 bei den Ice Knights Tbilisi in der georgischen Eishockeyliga spielt.

## Karriere
Aleksandre Kireewi spielte zu Beginn seiner Karriere für den HK MGAFK Malachowka in der Moskauer Studentenliga. Nachdem er ein Dutzend Jahre von der Eishockeybühne verschwunden war, spielt er seit 2021 bei den Ice Knights Tbilisi in der georgischen Eishockeyliga. Anfang 2023 spielte er zudem für Milenio Logroño in der spanische Superliga.

### International
Kireewi stand bei den Weltmeisterschaften 2022, 2023 und 2024 in der Division II im Kader der georgischen Nationalmannschaft. Zudem vertrat er seine Farben bei der Olympiaqualifikation für die Winterspiele in Mailand 2026.

## Erfolge und Auszeichnungen
- 2022 Aufstieg in die Division II, Gruppe A, bei der Weltmeisterschaft der Division II, Gruppe B